# Lukas Rhöse
Simon Lukas Charlie Rhöse, född 7 augusti 2000 i Kalmar, är en svensk fotbollsspelare som spelar för IF Karlstad. Han är en defensivt skicklig mittback och mittfältare med erfarenhet från Allsvenskan, Superettan och Ettan Norra. Under säsongen 2024 var han den mittfältare i Ettan som stod för flest poäng (13). Även 2025 har börjat starkt – i april blev han utsedd till Månadens spelare i Ettan Norra. av Playmaker.AI och #Visnackarettan 

## Klubblagskarriär
Lukas Rhöses moderklubb är Norrstrands IF. Som 13-åring gjorde han flytten till Carlstad United, för vilka han debuterade i Division 1 Norra som 16-åring. Efter två säsonger med magert med speltid, och en utlåning till FBK Karlstad, etablerade sig Rhöse som en startspelare säsongen 2019. En plats han bibehöll efter att Carlstad United slagits samman med Karlstad BK och bildat IF Karlstad inför säsongen 2020. 
Efter att ha blivit uttagen till Morgondagens Stjärnor, matchen för de mest talangfulla division 1-spelarna, två år i rad ryktades Rhöse efter säsongen 2020 till flera elitklubbar. I januari 2021 skrev han på för allsvenska Kalmar FF. Den 25 juli 2021 debuterade Rhöse i Allsvenskan, med ett inhopp i 0-1-förlusten mot Djurgårdens IF. Rhöse gjorde totalt tre inhopp i Allsvenskan under sin tid i Kalmar och lämnade klubben efter säsongen 2022.
I januari 2023 skrev Rhöse på ett tvåårskontrakt med Skövde AIK. I mars 2024 blev han klar för en återkomst i IF Karlstad.
Som defensiv mittfältare med stor arbetskapacitet bidrog Rhöse starkt i offensiva sekvenser – och blev den mittfältare i hela Ettan som stod för flest poäng:
10 assist och 3 mål (statistik: FootyStats)
Se assist-video här: YouTube – Lukas Rhöse assists 
Se spektakulära mål:
- - Direkt på hörna
  - Distansskott [10]

## Statistik
| Klubb              | Säsong             | Liga                      | Liga    | Liga | Nationell cup | Nationell cup | Övrigt  | Övrigt | Totalt  | Totalt |
| Klubb              | Säsong             | Division                  | Matcher | Mål  | Matcher       | Mål           | Matcher | Mål    | Matcher | Mål    |
| ------------------ | ------------------ | ------------------------- | ------- | ---- | ------------- | ------------- | ------- | ------ | ------- | ------ |
| Carlstad United    | 2017               | Division 1 Norra          | 1       | 0    | 0             | 0             | —       | —      | 1       | 0      |
| Carlstad United    | 2018               | Division 1 Norra          | 6       | 0    | 2             | 0             | —       | —      | 8       | 0      |
| Carlstad United    | 2019               | Division 1 Norra          | 24      | 1    | 2             | 1             | —       | —      | 26      | 2      |
| Carlstad United    | Totalt             | Totalt                    | 31      | 1    | 4             | 1             | —       | —      | 35      | 2      |
| FBK Karlstad (lån) | 2018               | Division 2 Norra Götaland | 4       | 0    | 0             | 0             | —       | —      | 4       | 0      |
| IF Karlstad        | 2020               | Ettan Norra               | 29      | 3    | 1             | 0             | —       | —      | 30      | 3      |
| Kalmar FF          | 2021               | Allsvenskan               | 3       | 0    | 1             | 0             | —       | —      | 4       | 0      |
| Kalmar FF          | 2022               | Allsvenskan               | 0       | 0    | 0             | 0             | —       | —      | 0       | 0      |
| Kalmar FF          | Totalt             | Totalt                    | 3       | 0    | 1             | 0             | —       | —      | 4       | 0      |
| Skövde AIK         | 2023               | Superettan                | 24      | 0    | 4             | 0             | 1       | 0      | 29      | 0      |
| Skövde AIK         | 2024               | Superettan                | 0       | 0    | 3             | 0             | —       | —      | 3       | 0      |
| Skövde AIK         | Totalt             | Totalt                    | 24      | 0    | 7             | 0             | 1       | 0      | 32      | 0      |
| IF Karlstad        | 2024               | Ettan Norra               | 28      | 3    | 1             | 0             | —       | —      | 29      | 3      |
| Totalt i karriären | Totalt i karriären | Totalt i karriären        | 119     | 7    | 14            | 1             | 1       | 0      | 134     | 8      |

1. ↑  Nedflyttningskvalmatch mot Falkenbergs FF.[11]